# Franciszek Kadziszewski
Franciszek Kadziszewski (ur. 22 maja 1897 w Suchcicach, zm. 8–9 kwietnia 1940 w Kalininie) – starszy posterunkowy Policji Państwowej, kawaler Orderu Virtuti Militari, ofiara zbrodni katyńskiej.

## Życiorys
Syn Aleksandra i Józefy z Modzelewskich urodzony 22 maja 1897 we wsi Suchcice, w ówczesnym powiecie ostrołęckim guberni łomżyńskiej. Ukończył cztery klasy szkoły miejskiej.
13 listopada 1918 wstąpił do 2 pułku ułanów. W jego szeregach od 1 marca 1919 walczył na wojnie z Ukraińcami, a później na wojnie z bolszewikami. 11 kwietnia awansował na starszego ułana, a 25 listopada 1919 na kaprala. Wyróżnił się 10 października 1920 w walce pod wsią Złobicze, stoczonej w trakcie zagonu na Korosteń. 3 marca 1922 został zdemobilizowany.
15 września 1922 został przyjęty do Policji Państwowej. Służbę rozpoczął w Łomży, a w latach 1929–1939 kontynuował ją w Łodzi. Początkowo służył w Komendzie Rezerwy Konnej w Łodzi, później w XII, a od 1937 w V Komisariacie. 4 września 1939 został ewakuowany z Łodzi.
W nieznanych okolicznościach, po agresji ZSRR na Polskę (17 września 1939), dostał się do sowieckiej niewoli i został osadzony w obozie w Ostaszkowie. 6 kwietnia 1940 został przekazany do dyspozycji naczelnika Zarządu NKWD Obwodu Kalinińskiego. 8 lub 9 kwietnia 1940 został zamordowany w Kalininie (obecnie Twer) i pogrzebany w Miednoje. Od 2 września 2000 spoczywa na Polskim Cmentarzu Wojennym w Miednoje.
Był żonaty, miał dwoje dzieci, w tym córkę Henrykę Zdzisławę (ur. 1933).
4 października 2007 roku Franciszek Kadziszewski został pośmiertnie awansowany na stopień aspiranta Policji Państwowej.

## Ordery i odznaczenia
- Krzyż Srebrny Orderu Wojskowego Virtuti Militari nr 3073[8] (1921)[9]
- Krzyż Walecznych nr 57986[2][1]
- Brązowy Medal za Długoletnią Służbę[1]
- Odznaka pamiątkowa „Orlęta”[2]